# Ангелівська доменна піч
Ангелівська доменна піч, також Ангелівська домна (домниця) — найстаріша на території України доменна піч з числа тих, що збереглися. Пам'ятка архітектури. Будівництво печі було розпочато 1810 року, введена в експлуатацію 1812 року. Працювала до 1818 року. Розташована в урочищі Ангелів (звідси назва), між селами Лази та Гриньків Калуського району Івано-Франківської області. Ангелівська домна була зображена на гербі Рожнятівського району.

## Поява доменного виробництва в Україні
Перші доменні печі на території України з'явилися у середині XVIII століття на Прикарпатті. Згодом їх почали будувати на Поліссі. У XIX столітті доменне виробництво з'явилося й у східній та центральній частинах України. До появи на території України доменного виробництва, тут з XIV століття у багатьох місцях на Поліссі, Полтавщині, Харківщині і в Галичині залізо отримували сиродутним способом у горнах і домницях у спеціалізованих закладах з виробництва заліза — руднях. Будівництво доменних печей й перехід від сиродутного способу отримання заліза до доменного з подальшою переробкою чавуну, отриманного у доменній печі, на ковке залізо дозволяло значно підвищити продуктивність металургійних підприємств.

## Історія Ангелівської домни
Будівництво Ангелівської домни було розпочато 1810 року. На той час історія доменного виробництва на Прикарпатті налічувала вже понад півстоліття.
Побудували доменну піч і всю залізоробну мануфактуру навколо неї за сприяння греко-католицького митрополита Антіна Ангеловича. До 1812 року тривало заселення цієї місцини. Поселення, що виникло тут, отримало назву Ангелів. На спорудженні об'єктів мануфактури й поселення працювали місцеві майстри-бойки, використовуючи традиційні прийоми народного будівництва. Мануфактура в Ангелові була типовим промисловим підприємством свого часу.
При доменній печі спочатку працювала бригада німецьких металургів. З архівних даних видно, що в селищі, яке виросло навколо металургійного виробництва, працювали селяни, відробляючи тут панщину. До комплексу, крім домни, двох гамарень, кузні, входили будинки керівника заводу і контролера, двадцять двоквартирних робітничих будиночків, складські приміщення, стайні та інші господарські споруди.
Мануфактура мала на початку роботи 12 шахт. Доставляли залізну руду до домни кіньми та волами. Дуття подавалося у піч за допомогою міха, який приводився в дію водяним колесом, встановленим на відвідному каналі, по якому вода надходила з річки Лімниці. Паливом було деревне вугілля.
У 1814 році підприємство значно збільшило кількість шахт. Проте Ангелівська мануфактура діяла всього шість років. В 1818 році вона була закрита. Дослідники називають різні причини: погана якість місцевої залізної руди, судовий процес між митрополитом Ангеловичем і управителем гути Гекером та інші.
Під час Першої світової війни артилерія російської армії генерала Брусилова майже зруйнувала комплекс. Вціліла лише споруда доменної печі.
Біля домни збереглися залишки інших, також унікальних споруд.

## Сучасний стан

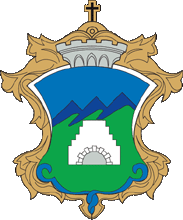
Ангелівську домну зображено на гербі Рожнятівського району Івано-Франківської області.

На території, де розташована доменна піч, за сов'єччини передбачалося відкрити музей історії виплавки металу на Прикарпатті. Доменну піч в урочищі Ангелів було внесено до державного реєстру пам'яток архітектури національного значення постановою Ради Міністрів УРСР від 06.09.1979 р. № 442, реєстраційний номер 1196. В листопаді 1979 року Івано-Франківським облвиконкомом ухвалено рішення про проведення реставраційних робіт на території пам'ятки архітектури. Задум реставраторів не збувся. Протягом багатьох років, до 2005 року, Ангелівська домна знаходилася в занедбаному стані. Дощ, сніг та туристи-дикуни з кожним роком нищили її. З 2005 року почалися незначні реставраційні роботи.
В 2011 волонтери із фундації «Карпатські стежки» та Осмолодське лісове господарство впорядкували та реконструювали Ангелівську доменну піч.
Враховуючи унікальність та історичну цінність споруди, рішенням Рожнятівської районної ради від 08.02.2007 р. № 142-6/2007 зображення домни розміщене на гербі району.